# Corinna Harder
Corinna Harder (* 1970 in Erbach (Odenwald)) ist eine deutsche Autorin.

## Leben
Harder gründete 1996 den Underground-Junior-Detektiv-Klub, für den sie 2002 mit dem Kinderkulturpreis des Deutschen Kinderhilfswerks für „herausragende Leistungen von Kindern, für Kinder und mit Kindern“ ausgezeichnet wurde. Seit 2001 erscheinen, teilweise in Zusammenarbeit mit Co-Autoren (u. a. Swen Harder, Jens Schumacher, Marcel Reif), Bücher und Spiele für Kinder, Jugendliche und Erwachsene. Ihre Werke wurden in 25 Sprachen übersetzt. 2009 wurde sie als Nachfolgeautorin von Stefan Wolf alias Rolf Kalmuczak für die Serie TKKG bestimmt. Die Autorin lebt in Frankfurt am Main.
Harders Bruder, Swen Harder, ist Autor von Spielbüchern und Rollenspielliteratur.

## Werke
Spiele für Kinder und Jugendliche 
- black stories Junior. Monster-Alarm!, Moses 2024
- black stories Junior. Top secret!, Moses 2023
- black stories Junior. Spitzenreiter, Moses 2023
- black stories Junior. Pferdeglück, Moses 2023
- black stories Junior. Unglaublich!, Moses 2023
- black stories Junior. It's Magic, Moses 2023
- black stories Junior. Quatsch & Co., Moses 2023
- black stories Junior. Sherlock & Co., Moses 2023
- black stories Junior. Echt wahr!, Moses 2023
- black stories Junior. Fußballfieber, Moses 2023
- black stories Junior. Ruf der Wildnis, Moses 2023
- black stories Junior. Märchenzauber, Moses 2023
- black stories Junior. Back to School, Moses 2023
- black stories Junior. Auf heißer Spur, Moses 2023
- black stories Junior. rekorde stories, Moses 2022
- black stories Junior. pferde stories, Moses 2022
- black stories Junior. unbelievable stories, Moses 2022
- black stories Junior. magic stories, Moses 2021
- black stories Junior. funny stories, Moses 2021
- black stories Junior. detective stories, Moses 2021
- black stories Junior. true stories, Moses 2021
- black stories Junior. Rätselhafte Weihnachten, Moses 2020
- black stories Junior. animal stories, Moses 2020
- black stories Junior. fußball stories, Moses 2020
- black stories Junior. adventure stories, Moses 2020
- black stories Junior. spooky stories, Moses 2019
- black stories Junior. rainbow stories, Moses 2019
- black stories Junior. school stories, Moses 2018
- black stories Junior. red stories, Moses 2018

Spiele für Jugendliche und Erwachsene
- black stories – Cold Cases (Co-Autor: Jens Schumacher), Moses 2025
- black stories – Oh unheilige Nacht (Co-Autor: Jens Schumacher), Moses 2023
- black stories – V.I.P. Fails (Co-Autor: Jens Schumacher), Moses 2023
- black stories – Bloody True Crime (Co-Autor: Jens Schumacher), Moses 2023
- black stories – Leichen, Pech & Pannen (Co-Autor: Jens Schumacher), Moses 2023
- black stories – True Crime (Co-Autor: Jens Schumacher), Moses 2023
- black stories – Epic Fails (Co-Autor: Jens Schumacher), Moses 2023
- black stories – Daily Disasters (Co-Autor: Jens Schumacher), Moses 2023
- black stories – Shit Happens (Co-Autor: Jens Schumacher), Moses 2023
- black stories – Christmas (Co-Autor: Jens Schumacher), Moses 2023
- black stories – Funny Death (Co-Autor: Jens Schumacher), Moses 2023
- black stories – Real Crime (Co-Autor: Jens Schumacher), Moses 2023
- Crime Quiz – Weiß-blaue Mords-Geschichten und Verbrechen, Groh 2023
- black stories – Bloody True Crime (Co-Autor: Jens Schumacher), Moses 2023
- LandXcape – Der unsichtbare Gegner: Eine Escape-Rallye quer durch Deutschland (Co-Autor: Swen Harder), Groh 2022
- LandXcape – Das geheimnisvolle Amulett: Eine Escape-Rallye quer durch Bayern (Co-Autor: Swen Harder), Groh 2022
- LandXcape – Der Schatz der Freibeuter: Eine Escape-Rallye entlang der Küste von Nord- & Ostsee (Co-Autor: Swen Harder), Groh 2022
- black stories – Leichen, Pech & Pannen (Co-Autor: Jens Schumacher), Moses 2022
- black stories – True Crime (Co-Autor: Jens Schumacher), Moses 2021
- black stories – Tödliche Weihnachten (Co-Autor: Jens Schumacher), Moses 2020
- black stories – Nightmare on Christmas (Co-Autor: Jens Schumacher), Moses 2020
- black stories – Epic Fails Edition (Co-Autor: Jens Schumacher), Moses 2020
- black stories – Horror Movies Edition (Co-Autor: Jens Schumacher), Moses 2020
- black stories – Bloody Cases Edition (Co-Autor: Jens Schumacher), Moses 2018
- black stories – Daily Disasters Edition (Co-Autor: Jens Schumacher), Moses 2018
- black stories – Mörderische Bescherung Edition (Co-Autor: Jens Schumacher), Moses 2017
- black stories – Super Heroes Edition (Co-Autor: Jens Schumacher), Moses 2017
- black stories – Strange World Edition (Co-Autor: Jens Schumacher), Moses 2017
- black stories – Dark Tales Edition (Co-Autor: Jens Schumacher), Moses 2015
- black stories – Funny Death Edition 2 (Co-Autor: Jens Schumacher), Moses 2014
- black stories – Christmas Edition 2 (Co-Autor: Jens Schumacher), Moses 2013
- black stories – Shit Happens Edition (Co-Autor: Jens Schumacher), Moses 2013
- black stories – Mittelalter Edition (Co-Autor: Jens Schumacher), Moses 2012
- black stories – Christmas Edition (Co-Autor: Jens Schumacher), Moses 2011
- black stories – Funny Death Edition (Co-Autor: Jens Schumacher), Moses 2011
- black stories – Krimi Edition (Co-Autor: Jens Schumacher), Moses 2010
- black stories – Real Crime Edition (Co-Autor: Jens Schumacher), Moses 2009

 Bücher für Kinder und Jugendliche 
- TOP SECRET ermittelt ... Das Geheimnis der Villa – 18 spannende Ratekrimis (Co-Autor Jens Schumacher), Tilda Marleen Verlag 2014
- TOP SECRET ermittelt ... Das Foto-Alibi – und fünf weitere Ratekrimis (Co-Autor Jens Schumacher), Tilda Marleen Verlag 2014
- TOP SECRET ermittelt ... Die zehn Drachen von Thimphu – und fünf weitere Ratekrimis (Co-Autor Jens Schumacher), Tilda Marleen Verlag 2014
- TOP SECRET ermittelt ... Die verschwundenen Bilder – und fünf weitere Ratekrimis (Co-Autor Jens Schumacher), Tilda Marleen Verlag 2014
- Achtung – geheim! Coole Geheimschriften für Junior-Detektive, Moses 2012
- Professor Berkley. Die Katze der Baskervilles (Co-Autor Jens Schumacher), Highscoremusic 2011
- TKKG (115) – Das Biest aus den Alpen, cbj avanti 2011
- Underground – Geheime Botschaften: Codes & Chiffren, Moses 2011
- Underground – Spuren am Tatort: Erkennen & Sichern, Moses 2011
- Underground – Dein Detektivclub: Ausrüstung und Geheimzentrale, Moses 2011
- Detektivwissen No. 3: Geheime Botschaften: Codes & Chiffren, ASS 2010
- Detektivwissen No. 2: Spuren am Tatort: Erkennen & Sichern ASS 2010
- Detektivwissen No. 1: Dein Detektivclub – Ausrüstung und Geheimzentrale, ASS 2010
- Ein Fall für TKKG (168) – Millionencoup im Stadion, Europa 2010
- Ein Fall für TKKG (111) – Millionencoup im Stadion, cbj 2010
- Colafontäne und Monsterschleim – 33 x spektakuläre Experimente, die dir dein Physiklehrer bisher verschwiegen hat (Co-Autor Jens Schumacher), Moses 2007
- Abenteuer Nachtwanderung – Unterwegs in der Dunkelheit, Moses 2007
- Nessie, Yeti & Co. – Mysteriösen Wesen auf der Spur (Co-Autor Jens Schumacher), Patmos 2006
- Tor! Gol! Goal! Die große Welt des Fußballs. (Co-Autoren Marcel Reif, Andreas Richter), Moses 2006
- Professor Berkleys kniffligste Fälle (Co-Autor: Jens Schumacher), Herder 2006
- Professor Berkley ... und die Gruft des Grafen (Co-Autor: Jens Schumacher), Herder 2006
- Professor Berkley ... und das Lächeln der Mona Lisa (Co-Autor: Jens Schumacher), Herder 2005 / Ravensburger 2011
- Professor Berkley ... und der Hexer von Winfield (Co-Autor: Jens Schumacher), Herder 2005 / Ravensburger 2011
- Professor Berkley ... und das Geheimnis der Baker Street (Co-Autor: Jens Schumacher), Herder 2005 / Ravensburger 2011
- Professor Berkley ... und die Türme von Oxford (Co-Autor: Jens Schumacher), Herder 2005 / Ravensburger 2011
- Professor Berkley ... und die Schmuggler vom Hochmoor (Co-Autor: Jens Schumacher), Herder 2004 / Ravensburger 2010
- Professor Berkley ... und die Juwelen von Doningcourt Castle (Co-Autor: Jens Schumacher), Herder 2004 / Ravensburger 2010
- Professor Berkley ... und die Nebel von London (Co-Autor: Jens Schumacher), Herder 2004 / Ravensburger 2010
- Professor Berkley ... und die Katze der Baskervilles (Co-Autor: Jens Schumacher), Herder 2004 / Ravensburger 2010
- Die unheimliche Villa (Co-Autor: Jens Schumacher), Moses 2004
- Streng geheim! – Das große Buch der Detektive (Co-Autor Jens Schumacher), Moses 2003
- UNDERGROUND – Verschlüsselte Botschaften, Omnibus 2003
- Handbuch für Junior-Detektive, Omnibus 2001

Bücher für Erwachsene
- Rauhnächte. Altes loslassen, Neues Beginnen, Magie erleben (Co-Autor: Oliver Harder), Moses 2023
- Camper-Glück. Kultur-Urlaub mit dem Wohnmobil: Die besten Campingplätze an Schlössern, Burgen und Museen, Bruckmann 2023
- Waldbaden. Achtsam unterwegs in der Natur (Co-Autor: Oliver Harder), Moses 2023
- Camper-Glück. Die schönsten Familien-Campingplätze in Deutschland, Bruckmann 2022
- Camper-Lifehacks! Der perfekte Roadtrip (Co-Autor: Oliver Harder), Moses 2021
- Das Tarot de Marseille. Wie Sie die Karten richtig deuten, Kailash 2008
- Kipper-Wahrsagekarten richtig deuten (Co-Autorin: Kerstin Kolb), Kailash 2007